# Maastricht Wildcats 2019
Questa voce raccoglie le informazioni riguardanti i Maastricht Wildcats nelle competizioni ufficiali della stagione 2019.

## Eerste Divisie 2019

### Stagione regolare
| Maastricht 10 marzo 2019, ore 14:00 | Maastricht Wildcats | 0 – 51 referto | 010 Trojans |  |

| Amsterdam 24 marzo 2019, ore 14:00 | Amsterdam Crusaders II | 12 – 22 referto | Maastricht Wildcats |  |

| L'Aia 7 aprile 2019, ore 14:00 | Den Haag Raiders '99 | 59 – 6 referto | Maastricht Wildcats |  |

| Maastricht 28 aprile 2019, ore 14:00 | Maastricht Wildcats | 28 – 12 referto | Enschede Broncos |  |

| Maastricht 12 maggio 2019, ore 14:00 | Maastricht Wildcats | 32 – 15 referto | Eindhoven Predators |  |

| Amsterdam 26 maggio 2019, ore 14:00 | Amsterdam Panthers | 44 – 0 referto | Maastricht Wildcats |  |

| Nimega 9 giugno 2019, ore 14:00 | Nijmegen Pirates | 14 – 30 referto | Maastricht Wildcats |  |

### Playoff
| 23 giugno 2019 | Amsterdam Panthers | 13 – 6 | Maastricht Wildcats |  |

## Statistiche di squadra
| Competizione            | %Vittorie | In casa | In casa | In casa | In casa | In casa | In casa | In trasferta | In trasferta | In trasferta | In trasferta | In trasferta | In trasferta | Totale | Totale | Totale | Totale | Totale | Totale |
| Competizione            | %Vittorie | G       | V       | N       | P       | Pf      | Ps      | G            | V            | N            | P            | Pf           | Ps           | G      | V      | N      | P      | Pf     | Ps     |
| ----------------------- | --------- | ------- | ------- | ------- | ------- | ------- | ------- | ------------ | ------------ | ------------ | ------------ | ------------ | ------------ | ------ | ------ | ------ | ------ | ------ | ------ |
| EeD - Stagione regolare | .571      | 3       | 2       | 0       | 1       | 60      | 78      | 4            | 2            | 0            | 2            | 58           | 129          | 7      | 4      | 0      | 3      | 118    | 207    |
| EeD - Playoff           | .000      | 0       | 0       | 0       | 0       | 0       | 0       | 1            | 0            | 0            | 1            | 6            | 13           | 1      | 0      | 0      | 1      | 6      | 13     |
| Totale                  | .500      | 3       | 2       | 0       | 1       | 60      | 78      | 5            | 2            | 0            | 3            | 64           | 142          | 8      | 4      | 0      | 4      | 124    | 220    |